# Henrik Caduff
Henrik Caduff (* 26. Juni 1967 in Chur) ist ein liechtensteinischer Politiker. Er war in der Legislaturperiode 2005 bis 2009 Abgeordneter im liechtensteinischen Landtag.
Ursprünglich 2005 als Stellvertretender Abgeordneter für die Vaterländische Union gewählt, rückte er im selben Jahr für Hugo Quaderer als Abgeordneter nach. Als Abgeordneter war er Mitglied in der liechtensteinischen Delegation im Parlamentarierkomitee der EFTA- und EWR-Staaten. Bei den Wahlen 2009 konnte er sein Mandat als Abgeordneter nicht verteidigen.
Caduff wuchs mit drei Geschwistern in Balzers, genauer Mäls auf. In der Gemeinde Balzers ist er auch heute noch wohnhaft. Im Mai 2008 heiratete er seine langjährige Freundin, eine Primarschullehrerin.